# Прилуцька (зупинний пункт)
Прилу́цька — пасажирський залізничний зупинний пункт Рівненської дирекції Львівської залізниці.
Розташований у селі Прилуцьке, Ківерцівський район, Волинської області на лінії Підзамче — Ківерці між станціями Дачне (3 км) та Луцьк (4 км).
Станом на березень 2019 року щодня вісім пар електропоїздів прямують за напрямком Сапіжанка/Стоянів/Луцьк — Ківерці/Ковель/Здолбунів.